# Кочеров, Василий Григорьевич
Василий Григорьевич Кочеров (1921—1944) — Гвардии старший сержант Рабоче-крестьянской Красной Армии, участник Великой Отечественной войны, Герой Советского Союза (1944).

## Биография
Василий Кочеров родился в 1921 году в селе Телегино (ныне — Колышлейский район Пензенской области). После окончания школы-семилетки работал в колхозе. В сентябре 1940 года Кочеров был призван на службу в Рабоче-крестьянскую Красную Армию. С июня 1941 года — на фронтах Великой Отечественной войны. Принимал участие в боях на Западном, Калининском, Воронежском и 1-м Украинском фронтах. К марту 1944 года гвардии старший сержант Василий Кочеров был помощником командира взвода 3-й отдельной разведроты 20-й гвардейской механизированной бригады (8-го гвардейского механизированного корпуса, 1-й танковой армии, 1-го Украинского фронта). Отличился во время Проскуровско-Черновицкой операции.
22 марта 1944 года Кочеров, находясь в составе разведгруппы в районе села Ворвулинцы Тернопольской области Украинской ССР, в бою уничтожил несколько десятков, а также взял в плен ещё 5 вражеских солдат и офицеров, взорвал 4 грузовика с боеприпасами. 23 марта он в числе первых вышел к Днестру в районе Залещиков и переправился через него. В боях на вражескому берегу он лично уничтожил более 10 солдат и офицеров противника.
Указом Президиума Верховного Совета СССР от 26 апреля 1944 года за «мужество и героизм, проявленные при форсировании Днестра и в боях на захваченном плацдарме» гвардии старший сержант Василий Кочеров был удостоен высокого звания Героя Советского Союза с вручением ордена Ленина и медали «Золотая Звезда».
24 июля 1944 года Кочеров погиб в бою за село Щуткув Подкарпатского воеводства Польши. Похоронен в Щуткуве.

## Награды
Был также награждён орденами Отечественной войны 2-й степени и Красной Звезды.

## Память
В честь Кочерова названа улица и установлен барельеф в Колышлее.